# Club de Deportes Green Cross
El Club de Deportes Green Cross fou un club de futbol xilè de la ciutat de Santiago de Xile.

## Història

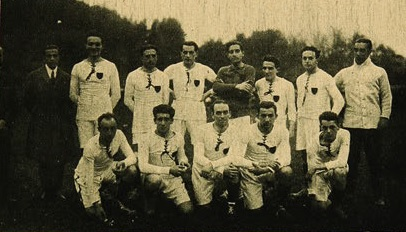
Equip el 1923.

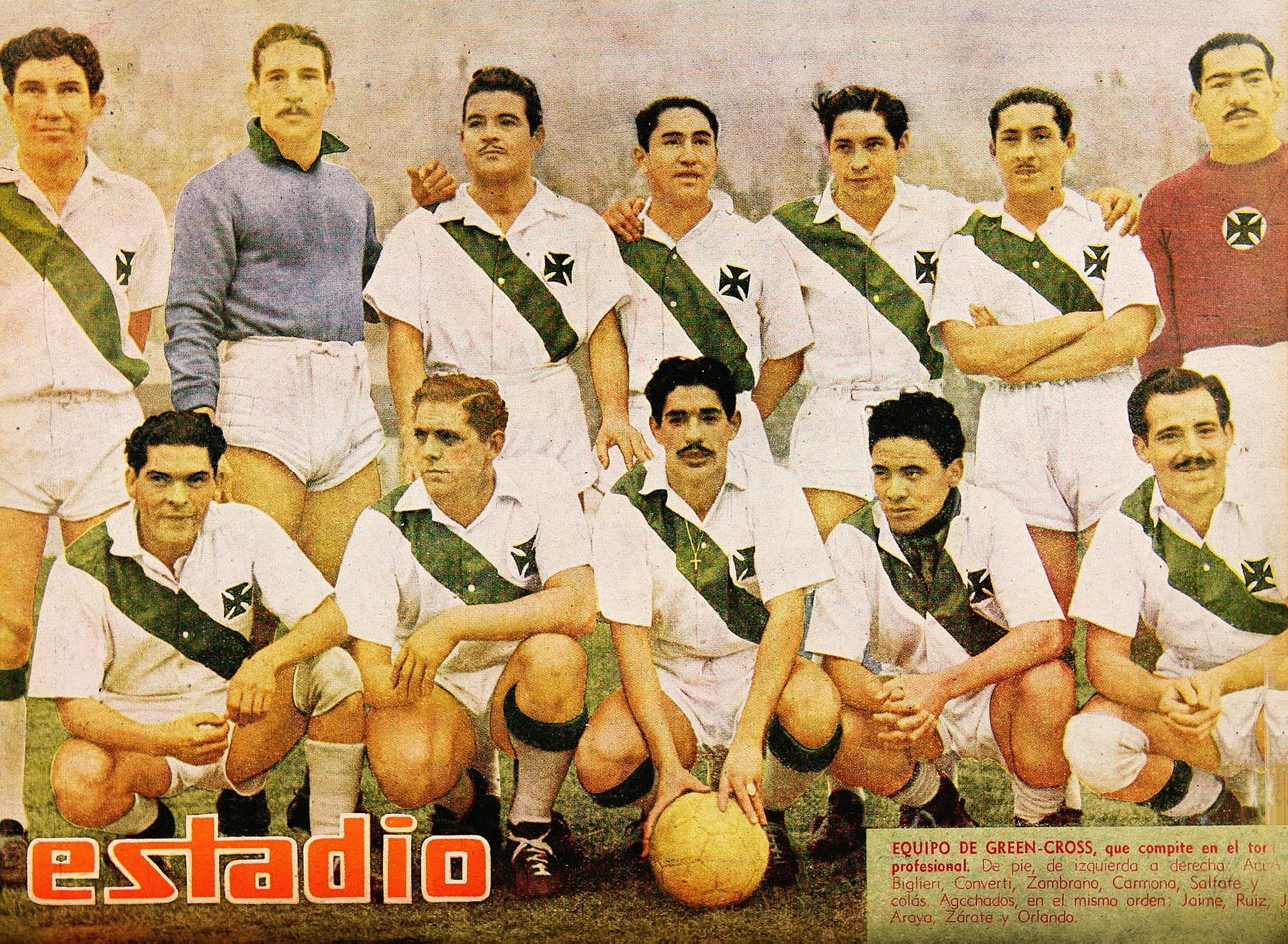
Equip el 1945.

El club va néixer el 27 de juny de 1916, essent un dels 8 equips fundadors de la Primera Divisió xilena, el 1933. L'any 1945 guanyà la seva única lliga xilena.
L'abril de 1961 va patir un accident aeri als Andes en el que van morir diversos jugadors.
L'any 1965 es traslladà a Temuco on es fusionà amb el club Deportes Temuco, esdevenint Green Cross Temuco, fins 1985 quan desaparegué.

## Palmarès
- Lliga xilena de futbol: 
  - 1945
- Segona divisió xilena de futbol: 
  - 1960, 1963
- Divisió d'Honor de la Liga Metropolitana de Deportes: 
  - 1917, 1918
- Copa Nino Brusadelli: 
  - 1928

## Evolució de l'uniforme
| 1916-41 | 1942-45 | 1952-65 |